# Siewiero-Jenisiejskij
Siewiero-Jenisiejskij (ros. Северо-Енисейский) – osiedle typu miejskiego w środkowej Rosji, w Kraju Krasnojarskim. W 2010 roku miejscowość liczyła 6795 mieszkańców.